# Reattivo di Schweizer

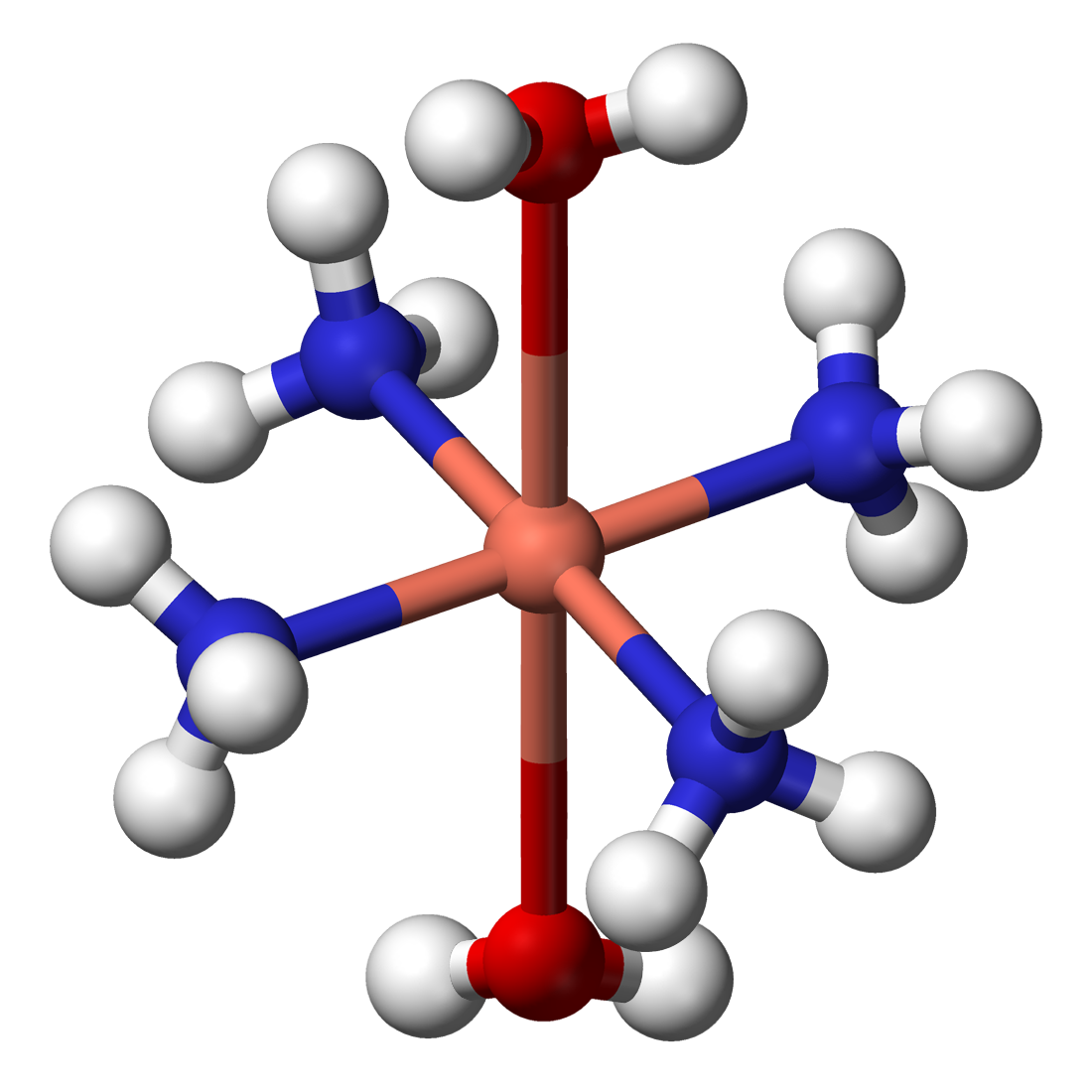
Struttura dello ione complesso tetraamminodiacquarame.

Il reattivo di Schweizer è una soluzione di idrossido rameico ed ammoniaca, in cui il rame è disciolto sotto forma di ione complesso [Cu(NH3)4(H2O)2]2+.

Si forma sciogliendo idrossido rameico in ammoniaca (a qualsiasi concentrazione). Il risultato sarà una soluzione di colore blu intenso.
Cu(OH)2 (s) + 4 NH4OH(aq) → [Cu(NH3)4(H2O)2]2+(aq) + 2 H2O + 2 OH-(aq)
Il complesso [Cu(NH3)4(H2O)2](OH)2 esiste solo in soluzione. Quando l'ammoniaca e l'acqua evaporano, il rame precipita nuovamente sotto forma di idrossido. Il complesso tetraamminorame si mantiene tuttavia nel solfato di tetraamminorame, e l'idrossido solido, sotto forma di cristalli aghiformi, si conserva se l'evaporazione è condotta in atmosfera di ammoniaca.

## Usi
Il reattivo è in grado di solubilizzare la cellulosa, che può essere successivamente fatta precipitare acidificando la soluzione.

Viene inoltre usato per la ramatura del vetro.

## Bibliografia

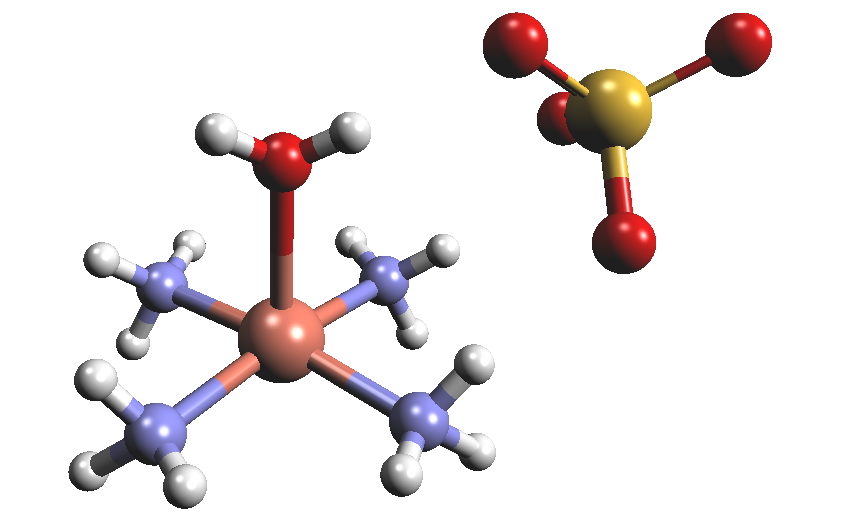
Solfato di tetraamminorame monoidrato